# EPrix de Sanya
Le ePrix de Sanya est une épreuve comptant pour le championnat de Formule E. Elle a lieu pour la première fois le 23 mars 2019.

## Historique
Le ePrix de Sanya 2019 est la troisième course de Formule E qui se tient en chine, après celles de Pékin en 2014 et 2015. La première édition de cet ePrix a lieu le 23 mars 2019 et est remportée par le Français Jean-Éric Vergne. La deuxième édition prévue pour le 21 mars 2020 est annulée en raison de la pandémie du coronavirus.

## Palmarès
| Année | Vainqueur        | Écurie                      | Circuit                 | Résultats     | Date         |
| ----- | ---------------- | --------------------------- | ----------------------- | ------------- | ------------ |
| 2019  | Jean-Éric Vergne | DS Techeetah Formula E Team | Circuit urbain de Sanya | Résumé        | 23 mars 2019 |
| 2020  | Course annulé    | Course annulé               | Course annulé           | Course annulé | 21 mars 2020 |